# Claude Gagnière
Claude Gagnière (20 janvier 1928 à Alès, France - 12 septembre 2003 à Paris) est un écrivain français.

## Biographie

### Directeur littéraire
Claude Gagnière est directeur littéraire chez France Loisirs, où il édite le premier roman de Christian Jacq.

## Prix
Claude Gagnière a reçu à titre posthume le prix des bouquinistes pour l'ensemble de son œuvre en 2004.